# Dianopachysaurus
Dianopachysaurus is een geslacht van uitgestorven pachypleurosauriërs dat bekend is uit het lagere Midden-Trias (Anisien) van de provincie Yunnan in het zuidwesten van China. 

## Naamgeving
Het type-exemplaar werd op 18 december 2007 door Zhang bij Dawasi gevonden in de Lagerstätte van de Guanling-formatie uit het Midden-Trias. Het werd benoemd in 2011 door Liu Jun, Olivier Rieppel, Jiang Da-Yong, Jonathan C. Aitchison, Ryosuke Motani, Zhang Qi-Yue, Zhou Chang-Yong en Sun Yuan-Yuan. De typesoort is Dianopachysaurus dingi. De geslachtsnaam verwijst naar Dian, een gebruikelijke afkorting voor de provincie Yunnan. De soortaanduiding eert professor Ding Jun, de directeur van de Geological Survey of China, tijdens de werkzaamheden waarvan het stuk ontdekt werd.
Het holotype, en tot dusver het enige fossiel, is LPV 31365, een bijna volledig en in anatomisch verband liggend skelet.

## Beschrijving
Het holotype meet honderddrieënveertig millimeter van de neuspunt tot de laatste bekende staartwervel; het uiteinde van de staart ontbreekt na de zeventiende staartwervel.
Er zijn geen autapomorfieën, unieke eigenschappen, aangegeven.

### Schedel
De schedel is breed en plat, met de ogen vrij ver naar voren gelegen en de snuit korter dan het gebied na de oogkassen. Een groot deel van het achterhoofd is bedekt door de verplaatste halswervels, dus het is niet zichtbaar en kan niet gemakkelijk worden bestudeerd, maar er lijkt geen occipitale kam te zijn. 
De premaxillae zijn vrij breed en vormen de voorste rand van de neusgaten. Ze vertonen enkele zwakke tekenen van insnoering, waar ze iets smaller zijn dan de rest van de schedel, maar het is niet erg uitgesproken. Helemaal aan het voorste uiteinde van het rostrum zijn ze versmolten. De maxillae zijn gedeeltelijk bedekt en slechts een paar maxillaire tanden zijn zichtbaar, allemaal kleiner dan de premaxillaire tanden. De bovenkaaksbeenderen strekken zich naar achteren uit en vormen de posterolaterale rand van de neusgaten en de laterale rand van de oogkas tot net voorbij het middenpunt van de schedel. Op het bovenkaaksbeen zijn enkele evenwijdige groeven zichtbaar. De neusgaten zijn klein, slechts anderhalve millimeter lang en bijna vierkant of trapeziumvormig. De neusbeenderen zijn langwerpig en dun, maar nog steeds korter dan de voorhoofdsbeenderen. Ze worden vooraan gescheiden door de achterste uitsteeksels van de premaxillae, maar ontmoeten elkaar aan de achterkant in een beennaad. Er zijn veel kleine putjes aanwezig op hun oppervlak. De oogkas is groot, met een diameter van zes millimeter, maar toont geen platjes van een scleraalring. De prefrontalia vormen de voorste rand van de oogkas en zijn verhoogd tot een grote richel er vlak voor. De voorhoofdsbeenderen zijn volledig versmolten tot één groot bot, en dit vormt een kleine richel tussen de oogkassen, die zich op de bovenkant van het hoofd bevonden. Het meest opvallende kenmerk zijn de twee uitsteeksels die zich naar achteren uitstrekken in de wandbeenderen, bijna tot aan het foramen pineale. De postfrontalia zijn triradiaat en reiken tot tussen de oogkassen en de bovenste temporale fenestrae, maar hun voorste uitsteeksels worden meestal bedekt door de postorbitalen. De jukbeenderen zijn erg verkleind, alleen dunne splinters bot die de oogkassen begrenzen en net de bovenste temporale fenestrae raken. Ze maken geen deel uit van de bovenste temporale boog. De bovenste temporale fenestrae zijn slechts viereneenhalve millimeter lang en veel dunner, waardoor ze relatief klein zijn. Er is slechts één wandbeen, omdat de parietalia volledig zijn versmolten, en deze begrenst veel van beide bovenste temporale fenestrae en vormt het grootste deel van de bovenste temporale boog. Het is vrij breed en vlak, maar uniek voor deze soort is er een zwakke vernauwing waar het het os squamosum ontmoet. Het foramen pineale ligt dicht bij het midden van het wandbeen, maar enigszins naar voren verplaatst. Er zijn zeer kleine putjes aanwezig op het oppervlak van het wandbeen. De postorbitalen zijn vrij klein en er is een zwak reliëf op de achterste uitsteeksels. De squamosa, die de achterste randen van de bovenste temporale fenestrae vormen, zijn groot en driestralig, met gevorkte voorste uitsteeksels. Hun laterale uitsteeksels hangen recht af richting onderkaak. Het quadratojugale is nauwelijks zichtbaar, maar het quadratum is net waarneembaar in de buurt van de achterhoofdsknobbel. Slechts een deel van het supraoccipitale ligt bloot, maar het heeft een diep holle achterste rand. 
Het surangulare van de onderkaak, die alleen zichtbaar is achter het niveau van de oogkassen, heeft geen laterale rand en het angulare is erg klein. Een klein fragment van het spleniale is zichtbaar, maar het dentarium is nauwelijks zichtbaar en er zijn geen tanden in te zien.

### Wervels
Er zijn twintig halswervels, negentien ruggenwervels, drie sacrale wervels en ten minste zeventien staartwervels aanwezig. De atlas, draaier en achtste-tiende halswervels zijn niet gearticuleerd, evenals het achterste deel van de staart (dat in feite ontbreekt). De ruggenwervels hebben geen langwerpige dwarsuitsteeksels, maar de zygapophyses zijn erg pachyostotisch.

### Ribben
De halsribben zijn tweekoppig en beginnen bij de derde halswervel. De dorsale ribben van de rug zijn eenkoppig, aanzienlijk meer langwerpig en zeer pachyostotisch, dus van massief bot. De laatste dorsale rib is merkbaar korter dan de voorliggende, maar nog steeds veel langer dan de volgende sacrale ribben. Het wijst zijwaarts in plaats van naar het darmbeen van het bekken te neigen. De sacrale ribben raken allemaal het darmbeen, maar versmelten niet met hun wervels. De eerste staartrib is ver verwijderd van het darmbeen, maar kromt ernaar toe.

### Schoudergordel en voorpoten
De sleutelbeenderen zijn bevestigd aan de binnenrand van de schouderbladen. Deze hebben sterk ontwikkelde bovenste vleugels, die naar achteren zijn gericht en taps toelopen in stompe punten. De proximale uiteinden van de opperarmbeenderen worden meestal bedekt door de schouderbladen en de deltapectorale richels zijn niet sterk ontwikkeld. De opperarmbeenderen zijn tien millimeter lang en hebben ongelijke aanhechtingen voor de ellepijpen en spaakbeenderen. De ellepijpen zijn niet breder dan de spaakbeenderen en zijn beide vijf millimeter lang. Een niet geïdentificeerd handwortelbeen, waarschijnlijk een intermedium omdat het vrij langwerpig is, is bewaard gebleven tussen de ellepijp en het spaakbeen van de rechtervoorpoot en er zijn drie afgeronde carpale elementen bewaard in de linkervoorpoot, waarvan er één het ulnare is. De falangeale formule van de vingerkootjes is niet bekend vanwege onvolledige bewaring.

### Bekkengordel en achterpoten
De darmbeenderen hebben een driehoekige heupkom en een gereduceerd maar nog steeds vrij robuust dorsaal uitsteeksel. Het schaambeen is rond en heeft een open foramen obturatum, maar het zitbeen is bijna volledig verborgen. De dijbeenderen zijn slank en licht sigmoïde of golvend, met duidelijke groeven aan beide uiteinden. Ze zijn veertien millimeter lang. 
De kuitbeenderen zijn iets langer dan de scheenbeenderen, met een lengte van zesenhalve in plaats van zes millimeter. De sprongbeenderen zijn groter dan de hielbeenderen, maar beide hebben vlakke proximale randen. De eerste middenvoetsbeentjes zijn duidelijk korter dan de andere, en veel middenvoetsbeentjes zijn bedekt met teenkootjes en dus niet volledig zichtbaar. Er zijn echter voldoende teenkootjes bewaard in hun oorspronkelijke positie om te laten zien dat alle meest distale teenkootjes puntige uiteinden hebben, die oorspronkelijk klauwen kunnen zijn geweest, en om een waarschijnlijke falangeale formule te geven voor de voet van 2, 3, 4, 5, 4.

## Fylogenie
Dianopachysaurus is het nauwst verwant aan Keichousaurus, een andere Chinese pachypleurosauriër. Beide behoren tot de familie Keichousauridae. Pachypleurosauriërs zouden zijn ontstaan in de oostelijke Tethysoceaan (Zuid-China) voordat ze zich verspreidden en diversifieerden in de westelijke Tethysoceaan in wat nu Europa is. Een grote verborgen ontwikkelingslijn van oostelijke pachypleurosauriërs was al eerder afgeleid op basis van de fylogenie van de groep. Dianopachysaurus vertegenwoordigt een vroeg stadium in de spreiding van pachypleurosauriërs en zijn jonge leeftijd vult een groot deel van de leemte op.